# Fotbollsgalan 2020
Fotbollsgalan 2020 arrangerades digitalt tisdagen den 24 november 2020 på grund av coronapandemin och var den 26:e fotbollsgalan sedan premiäråret 1995. Den sändes i TV4.
Programledare var Lasse Granqvist och Frida Nordstrand, och huvuddelen sändes från TV4:s studio i Stockholm.
I mars 2020 meddelade Svenska Fotbollförbundet att 2020 års gala inte skulle hållas, som vanligtvis, i Globen.

## Priser
| Pris                        | Vinnare                                    |
| --------------------------- | ------------------------------------------ |
| Guldbollen                  | Zlatan Ibrahimović, AC Milan               |
| Diamantbollen               | Magdalena Eriksson, Chelsea FC             |
| Årets back (dam)            | Magdalena Eriksson, Chelsea FC             |
| Årets back (herr)           | Victor Nilsson Lindelöf, Manchester United |
| Fotbollskanalens hederspris | Happy Lovesan                              |
| Årets målvakt (dam)         | Jennifer Falk, Kopparbergs/Göteborg        |
| Årets målvakt (herr)        | Robin Olsen, Everton                       |
| Årets mittfältare (dam)     | Caroline Seger, FC Rosengård               |
| Årets mittfältare (herr)    | Dejan Kulusevski, Juventus                 |
| Årets anfallare (dam)       | Fridolina Rolfö, VfL Wolfsburg             |
| Årets anfallare (herr)      | Zlatan Ibrahimović, AC Milan               |
| Årets domare (dam)          | Tess Olofsson                              |
| Årets domare (herr)         | Glenn Nyberg                               |
| Årets futsalspelare (dam)   | Hilma Lundqvist, GAIS                      |
| Årets futsalspelare (herr)  | Petrit Zhubi, IFK Göteborg                 |
| Årets E-fotbollsspelare     | Olle Arbin, Ninjas in Pyjamas              |
| Piastipendiet               | Kajsa Tornfalk                             |